# John Ball (sacerdote)
John Ball  (1338 - 15 de julio de 1381) fue un sacerdote lolardo inglés que jugó un importante papel durante la revuelta campesina inglesa de 1381, junto con Wat Tyler y Jack Straw.

## Biografía
Poco se conoce sobre cómo fueron los primeros años de Ball. Vivió en St. Albans, Hertfordshire, y posteriormente en Colchester durante la peste negra. También residió en Kent en 1381. Todo lo que se sabe sobre su vida adulta proviene de fuentes hostiles, que exageran su radicalismo político y religioso. Se le conoce como un predicador errante - un sacerdote sin parroquia o sin ningún cura que lo una al orden establecido - que exponía las doctrinas de John Wycliffe, y sobre todo se le conoce por su insistencia sobre la igualdad social. Estas expresiones provocaron un conflicto con el Arzobispo de Canterbury y fue apresado en tres ocasiones. Parece ser que también fue excomulgado; debido a ello, en 1366 le prohibieron predicar en público.
Estas medidas, sin embargo, no moderaron sus opiniones, ni disminuyeron su fama; sus palabras tuvieron un efecto considerable en la instigación de un disturbio que estalló en junio de 1381. Los cronistas fueron convencidos de que la conspiración se fraguó, antes de que el levantamiento espontáneo ocurriera, con la contraseña: «John el Molinero muele fino, fino, fino»; y la respuesta: «El hijo del Rey del cielo pagará por todo». John Ball estaba en la prisión del arzobispo en Maidstone, Kent, cuando el levantamiento comenzó con protestas en Dartford, y rápidamente fue liberado por los rebeldes de Kent. Él les predicó en Blackheath (el lugar de reunión de los insurrectos cerca de Greenwich) con un sermón al aire libre que incluyó las siguientes palabras:

Cuando Adán araba y Eva hilaba, ¿quién era entonces el caballero? Desde el principio todos los hombres por naturaleza fueron creados iguales, y nuestra esclavitud o servidumbre se produjo por la injusta opresión de hombres malvados. Ya que si Dios hubiera creado esclavos desde el principio, él habría designado quién debía ser esclavo y quién libre. Y por lo tanto os exhorto a ver que el momento ha llegado, otorgado por Dios, en el cual podéis (y vais a) liberaros del yugo de la esclavitud y recuperaréis vuestra libertad.
John Ball

Algunas fuentes, hostiles a John Ball, afirman que él impulsó a la gente que le escuchaba a matar a los señores feudales del reino y a los abogados, y que fue uno de los que entraron precipitadamente en la Torre de Londres para capturar a Simon Sudbury, el Arzobispo de Canterbury. Pero Ball no aparece en casi ninguna crónica tras su discurso en Blackheath. Cuando los rebeldes se desbandaron, John Ball fue hecho preso en Coventry y lo juzgaron inmediatamente, pero a diferencia de los demás, le permitieron hablar en su juicio. Finalmente fue colgado y luego descuartizado ante la presencia de Ricardo II el 15 de julio de 1381; su cabeza después fue clavada en una pica y mostrada sobre el Puente de Londres. John Ball, al que Froissart llamó «el sacerdote loco de Kent», parece que tenía el don de la rima. Él expresó los sentimientos de una parte de las clases inferiores descontentas de la sociedad en aquel tiempo, que se irritaba con la situación de los villanos y con los excesivos derechos de los señores sobre el trabajo de sus siervos (corvea).
John Ball y quizás muchos de los rebeldes que lo siguieron, encontraron cierta relación entre sus ideas y objetivos y las de Pedro el Labrador, una figura clave en un poema medieval escrito supuestamente por William Langland. Ball pone a Pedro y otros a otros personajes del poema de Langland en sus escrituras alegóricas que pueden ser profecías, generando así mensajes o instrucciones cifradas a sus seguidores. Esto muestra que Langland podía estar relacionado con el movimiento lolardo, al igual que Ball.

## John Ball en la cultura popular
Ball aparece en la novela ganadora de la Newbery Medal Crispin: La Cruz de Plomo. En ella es un sacerdote que ayuda a un personaje conocido como Bear durante la revuelta campesina inglesa de 1381.
William Morris escribió un cuento llamado Un sueño de John Ball (en original en inglés: A Dream of John Ball), que fue seriado con el nombre de Commonweal entre noviembre de 1886 y febrero de 1887, siendo publicado en forma de libro en 1888.
En su disco de 1983 Lovely In the Dances, el músico Sidney Carter tiene una canción llamada "John Ball" que trata sobre este personaje.